# Jacob Wortman
Jacob Lawson Wortman (* 25. August 1856 in Oregon; † 26. Juni 1926 in Brownsville, Texas) war ein US-amerikanischer Fossiliensammler und Museumskurator.

## Leben
Wortman wuchs auf einer Farm in der Nähe von Oregon City auf. Seine Eltern waren niederländischer Abstammung und überquerten 1852 in einem Planwagen die Prärie von Iowa aus. Im Jahr 1873 trat Wortman in die Willamette University in Salem, Oregon, ein, wo er zwei Jahre lang blieb. Anschließend besuchte er die Oregon State University in Eugene, wo er Thomas Condon kennenlernte, durch dessen Einfluss er sich sehr für Geologie und Paläontologie interessierte. 1877 brach er sein Studium ab, um sich der Expedition anzuschließen, die von Professor Edward Drinker Cope, der gut für Exemplare aus den westlichen Badlands bezahlte, unter der Leitung von Charles H. Sternberg aus Kansas zur Erforschung der John Day Formation im östlichen Oregon beauftragt worden war, und unternahm anschließend Erkundungen in den Schichten des unteren Eozän von Wyoming. Wortman war bei zwei Expeditionen Sternbergs Assistent und als dieser nach Washington, D.C. zurückkehrte, wurde er von Wortman begleitet. 
Er fand eine Anstellung als Kurator im Army and Navy Medical Museum in Washington, D.C. und absolvierte gleichzeitig ein Medizinstudium am Georgetown Medical College, das er erfolgreich abschloss. Anschließend wurde er von Cope eingestellt, um ihn bei der Arbeit in seinem Labor an der Academy of Natural Sciences in Philadelphia zu unterstützen. Wortman erhielt die Stelle eines Präparators, der die Fossilien für das Studium reinigte. Er erhielt jedoch nicht die Gelegenheit, das von ihm gesammelte und präparierte Material zu beschreiben oder darüber zu schreiben. Professor Joseph Leidy schätze seine Leistungen jedoch so hoch ein, dass er Wortman bat, ihn bei seinen Vorlesungen in Vergleichender Anatomie zu vertreten. Nachdem er eine Zeit lang bei Cope gearbeitet hatte, kehrte Wortman an das Army and Navy Medical Museum in Washington, D.C. zurück, wo er als Assistenzkurator tätig war, bis er 1890 an das American Museum of Natural History (AMNH) in New York City wechselte. Seine bemerkenswerteste Leistung am AMNH dürfte darin bestanden haben, dass er den jungen und damals unbekannten Paläokünstler Charles R. Knight bat, ein Elotherium (heute Entelodon), einen Allesfresser aus dem Eozän, der einem Flusspferd mit Wildschweinkopf ähnelte und eines der vielen frühen Säugetiere war, die Frederick Wollaston Hutton ausgegraben hatte, naturgetreu auf Papier zu bringen. 
1891 besuchte er die Wasatch Formation in Wyoming, wo er bereits Erkundungen durchgeführt hatte, und leitete eine lange Reihe von Expeditionen, die das American Museum of Natural History neun Jahre lang beauftragte. Wortman verstand sich offenbar nicht mit Barnum Brown, dem anderen von Henry Fairfield Osborn geleiteten Dinosaurierjäger am AMNH.
Die von Wortman und seinen jüngeren Mitarbeitern gemachten Entdeckungen bildeten die Grundlage für eine Reihe von Abhandlungen, die er zum Teil in Zusammenarbeit mit Osborn und zum Teil unabhängig davon verfasste. Durch seine Forschungen auf diesem Gebiet und seine verschiedenen Schriften erlangte er eine anerkannte Stellung als Wirbeltierpaläontologe. 

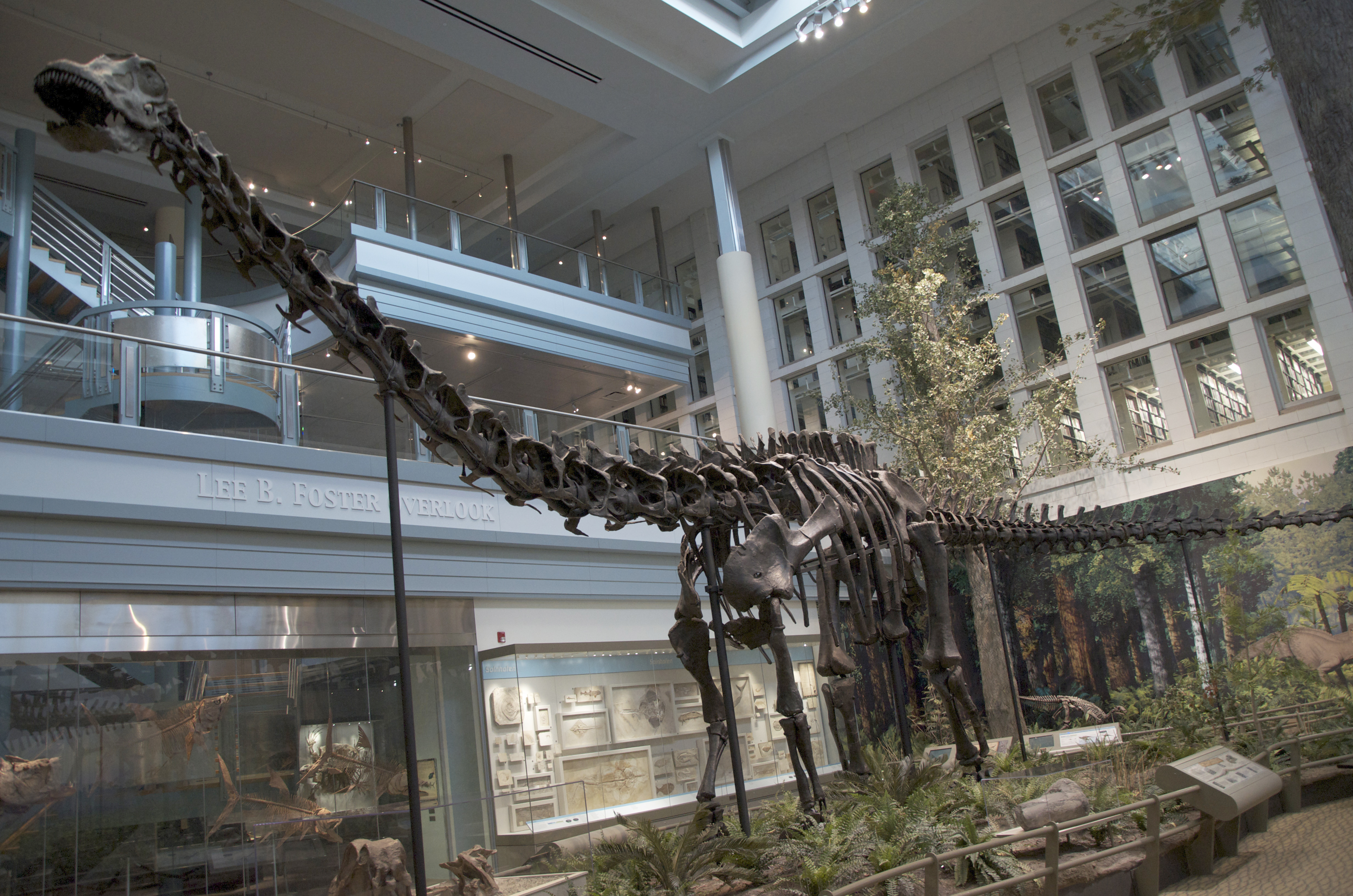
Dippy, das Diplodocus-Skelett, das von Wortman und seinen Kollegen entdeckt und zum Aushängeschild des Carnegie Museum of Natural History wurde.

Im Frühjahr 1899 gab er seine Stelle am American Museum of Natural History auf, um die Kuratorenstelle für Wirbeltierpaläontologie am Carnegie Museum of Natural History zu übernehmen. William J. Holland, der neue Direktor des Museums, wollte spektakuläre Dinosaurier, um seinen eigenen Chef, Andrew Carnegie, zufrieden zu stellen. Wortmans besonderes Interesse galt jedoch den frühen Säugetieren, von denen er Hunderte von Fragmenten fand, die eine Vielzahl neuer Arten repräsentierten, meist aus dem Paläozän und Eozän, also vor 65 bis 50 Millionen Jahren. Er wurde nach Ost-Wyoming geschickt, um die Fossilien der Juraschichten in der Region der Freezeout Hills zu sammeln. Die Forschergruppe bestand neben Wortman aus Arthur S. Coggeshall (1873–1958) und William Harlow Reed (1848–1815) aus Laramie, Wyoming. Nach mehreren enttäuschenden Grabungen gelang dem Team im Jahr 1899 unweit des Sheep Creek im Laramie County der Fund eines fast vollständigen Skeletts eines Diplodocus, das 1901 von John Bell Hatcher (1861–1904) beschrieben und Diplodocus carnegii genannt wurde. Dieser Dinosaurier wurde zum Aushängeschild des Carnegie-Museums, und Carnegie war so begeistert, dass er Nachbildungen in Auftrag gab und sie an Museen in der ganzen Welt verteilte, darunter auch an das British Museum of Natural History in London.
Im Frühjahr 1900 trat Wortman wegen einer vermeintlichen Kränkung oder Pflichtverletzung durch eine seiner Mitarbeiter und wegen Schwierigkeiten mit dem Direktor von seinem Kuratorenposten zurück. Anschließend verbrachte er eine kurze Zeit am Peabody Museum of Natural History in New Haven mit besonderen Aufgaben und ließ sich dann aus klimatischen Gründen in Brownsville, Texas, nieder, wo er eine Apotheke eröffnete und die letzten 20 Jahre seines Lebens wohnte. In dieser Zeit befasste er sich nie wieder mit Fossilien oder der Paläontologie.
Im Jahr 1912 heiratete er Eugenie Brulay, mit der er die beiden Töchter Marie und Jeannine hatte.

## Dedikationsnamen

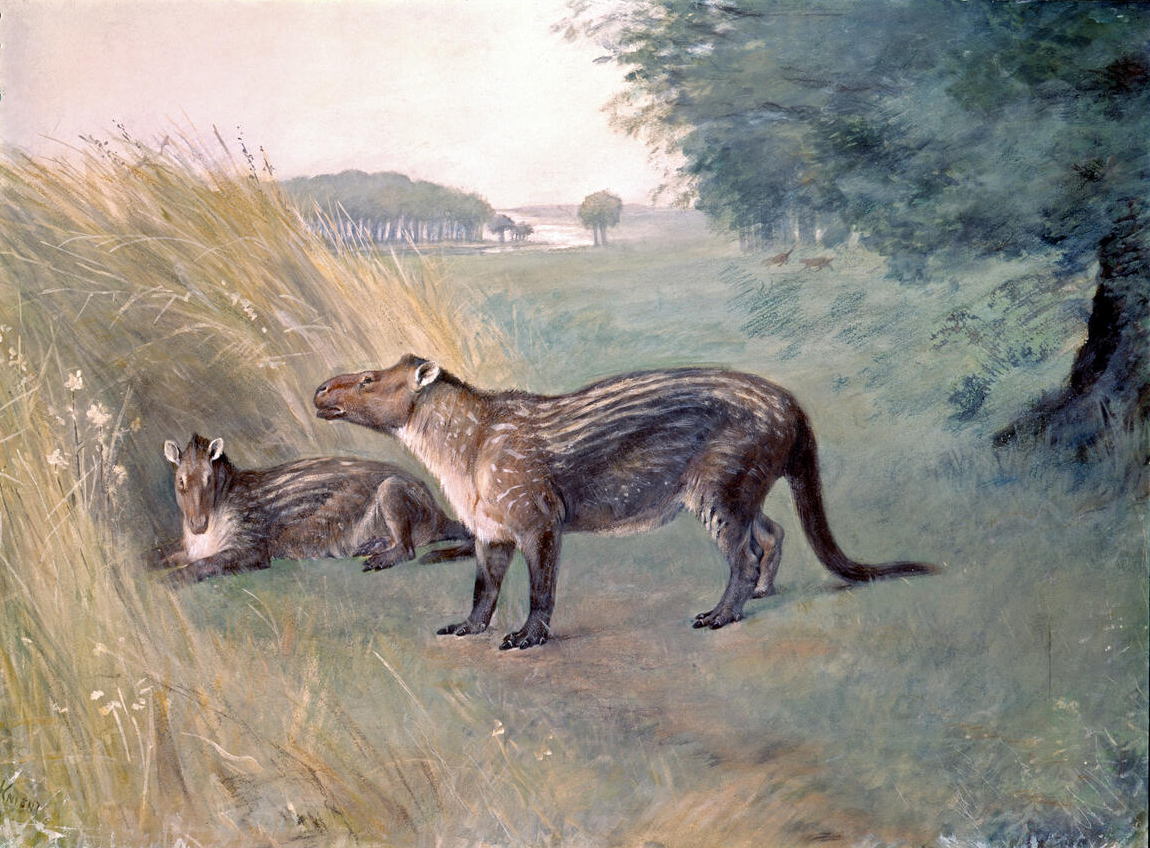
Phenacodus vortmani, illustriert von Charles R. Knight (1898)

1880 benannte Edward Drinker Cope das fossile Huftier Hyracotherium vortmani (damals Phenacodus vortmani) aus dem Eozän nach Wortman, das 1898 von Knight gemalt wurde.